# Bjarni Hammer

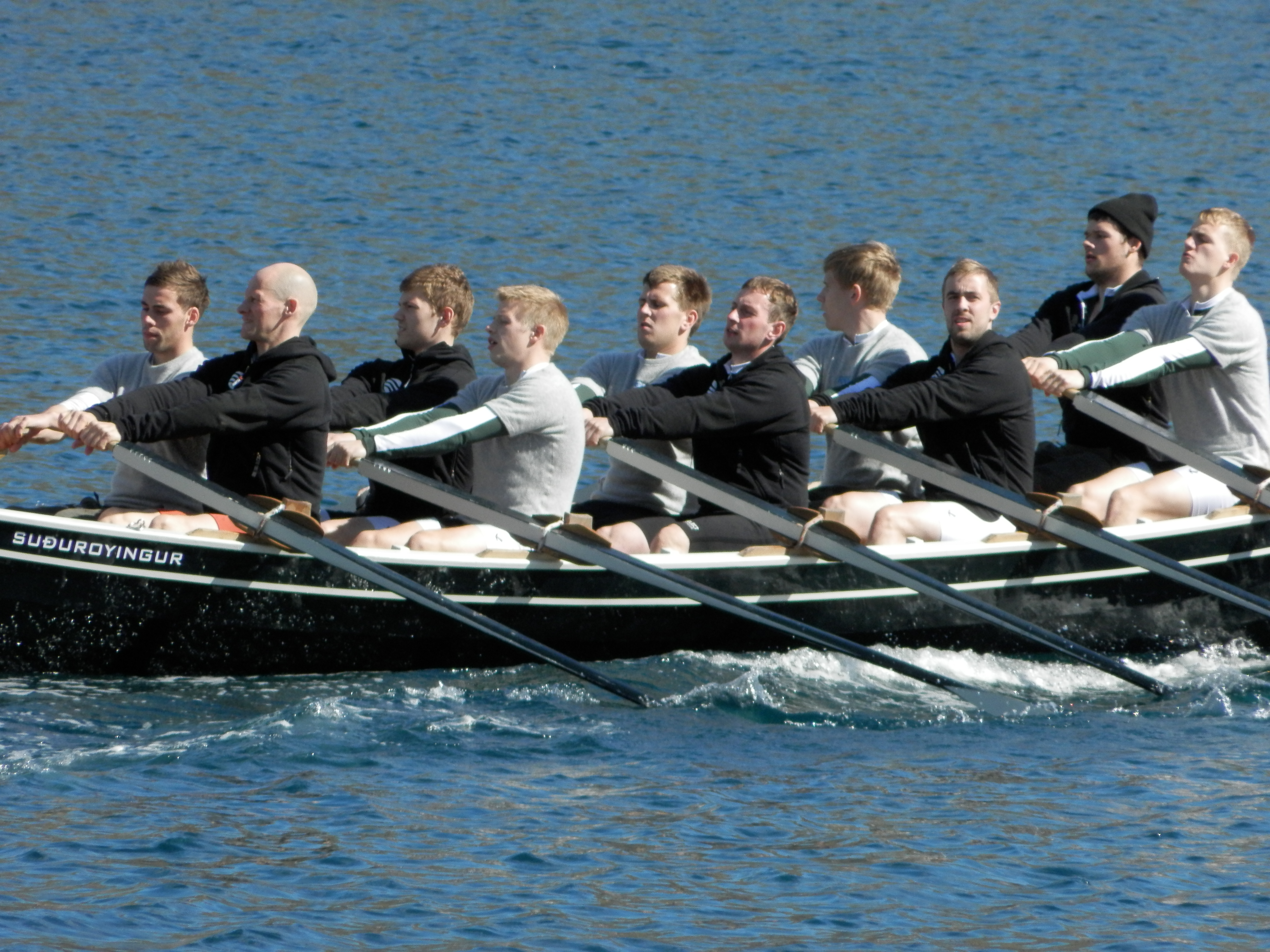
Bjarni Hammer (drugi z lewej) na łodzi Suðuroyingur.

Bjarni Hammer (ur. 8 marca 1975 w Tvøroyri) – farerski policjant, wioślarz i polityk, poseł na Løgting od 2015 roku.

## Życie prywatne
Jego rodzicami są Havgrímur i Ella Hammer. Ożenił się z Barbarą Brattalíð, z którą ma troje dzieci: Bjartę, Manję oraz Havgrímura. Z zawodu jest policjantem.

## Kariera polityczna
W wyborach samorządowych w 2012 roku wystartował z list Javnaðarflokkurin i zdobywając 118 głosów wszedł do rady gminy Tvøroyri. Niedługo później został zastępcą burmistrza Kristina Michelsena. Wystartował także z ramienia tej samej partii w wyborach w 2015 roku. Dostał się do parlamentu Wysp Owczych, zdobywając 298 głosów i zajmując ósme miejsce wśród kandydatów swojej partii. Podczas kampanii wyborczej poruszał przede wszystkim problemy rodzimej wyspy Suðuroy, zwracając uwagę na słabe jej połączenie z obszarem centralnym archipelagu. Hammer został również wystawiony przez swoją partię na liście kandydatów w wyborach do duńskiego Folketingu, gdzie zdobył 172 głosy i nie dostał się.

## Kariera sportowa
Bjarni Hammer bierze udział w wyścigach łodzi wiosłowych, jednym z narodowych sportów na Wyspach Owczych. W 2012 roku założył istniejący tylko przez rok klub wioślarski Suðuroyar Kappróðrarfelag. Wiosłował także dla innych klubów z Suðuroy: Froðbiar Sóknar Róðrarfelag z Tvøroyri i Miðvágs Róðrarfelag z Miðvágur na łodzi Riddarin.